# Odloučení (film, 1994)
Odloučení (v originále La Séparation) je francouzský hraný film z roku 1994, který režíroval Christian Vincent podle románu Dana Francka. Snímek měl světovou premiéru 9. listopadu 1994.

## Děj
Pierre je mladý otec, který byl až dosud naprosto šťastný. Jednoho dne mu ale jeho partnerka Anne nečekaně prozradí, že má jiného muže, a že se s ním rozchází. Tím pro Pierra začíná celá řada pochybností a úvah o smyslu života, o vztazích, o lásce.

## Obsazení
| Isabelle Huppertová | Anne     |
| Daniel Auteuil      | Pierre   |
| Jérôme Deschamps    | Victor   |
| Karin Viardová      | Claire   |
| Laurence Lerel      | Laurence |
| Louis Vincent       | Loulou   |
| Nina Morato         | Marie    |
| Christian Benedetti | advokát  |
| Frédéric Gélard     | agent    |

## Ocenění
- César: nominace v kategoriích nejlepší herec (Daniel Auteuil) a nejlepší herečka (Isabelle Huppert)
- Satellite Awards: nejlepší zahraniční film